# Jessica Stockholder

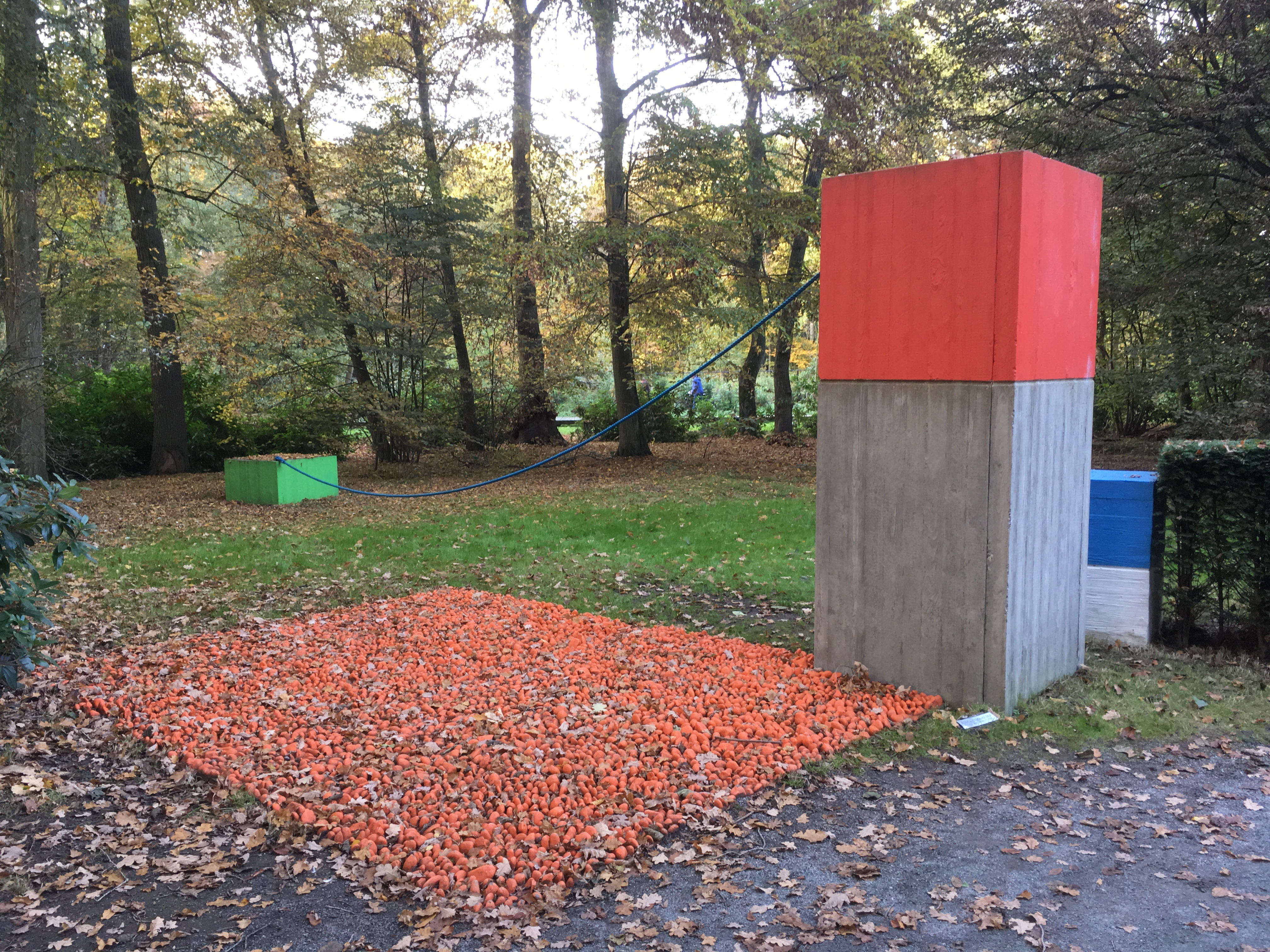
Eine Figur von Jessica Stockholder in Antwerpen

Jessica Stockholder (* 1959 in Seattle, Washington, Vereinigte Staaten) ist eine US-amerikanisch-kanadische Objekt- und Installationskünstlerin, die häufig bunte Alltagsgegenstände mehr oder weniger raumfüllend kombiniert.

## Leben
Jessica Stockholder wurde 1959 in Seattle, Washington, geboren. Aufgewachsen ist sie in Vancouver, Kanada. Sie hat sowohl die amerikanische als auch die kanadische Staatsbürgerschaft. Von 1977 bis 1979 studierte sie Malerei an der Camden School of Art in London und belegte einen Viermonats-Kursus an der University of British Columbia in Vancouver. Sie wechselte an die ebenfalls kanadische University of Victoria und erhielt dort 1982 ihren Bachelor of Fine Arts. Zunächst waren ihre eigenen Werke gemalte Bilder, doch schon bald fühlte sie sich zur Skulptur und Installation hingezogen. Ihre erste großflächige Rauminstallation Installation in My Father’s Back Yard entstand 1983. In den Jahren 1983 bis 1985 setzte sie ihr Studium an der University of British Columbia und der Yale University im US-amerikanischen New Haven, Connecticut, fort. Von Yale bekam sie den Master of Fine Arts im Fachbereich Skulptur verliehen.
Als freischaffende Künstlerin erhielt sie 1988 das National-Endowment-for-the-Arts-Stipendium sowie 1996 den John Solomon Guggenheim Fellowship Award in der Kategorie „Visual Art“. Mehrere Jahre lebte sie in New Haven, wo sie ab 1999 eine Stelle als Director of Graduate Studies in Sculpture an der Yale University bekleidete. 2001 wurde ihr der August-Seeling-Preis des Freundeskreises Wilhelm Lehmbruck Museum e.V., Duisburg, zugesprochen. Ebenso 2007 der Lucelia Artist Award des Smithsonian American Art Museum. Sie lebt, arbeitet und lehrt seit 2011 in Chicago, Illinois.

## Werk
Seit den frühen 1990er Jahren ist Jessica Stockholder, die zu den von Rolf Ricke geförderten Kunstschaffenden gehört, als Pionier der zeitgenössischen Installationskunst anerkannt.
Stockholder benutzt funktionale Alltagsgegenstände und unverarbeitete Rohmaterialien, die alle bereits eine Farbigkeit mitbringen oder durch die Künstlerin einen Anstrich erhalten, um sie zu kombinieren. Vertraute Objekte und befremdlich wirkende Beigaben können dabei subtil harmonieren oder auch heftige Kontraste bewirken. Solche weitläufigen Anordnungen können ganze Räume füllen und sich bisweilen auch in außerräumliche Bereiche erstrecken. Beschrieben werden sie als „Malerei in der dritten Dimension“, „verräumlichte Collagen“, „begehbare Raumbilder“ oder als „begehbare Farblandschaften“. Aufgrund der Begehbarkeit kann der umherlaufende Betrachter unvermittelt selbst zum Bestandteil des Kunstwerkes werden. Angelockt wird er von Verheißungsparzellen, das heißt kleinen Ersatzparadiesen wie in Kaufhäusern, oder unergründlichen Sammelsurien, so magisch verzahnt wie in Träumen, oder, schlichter ausgedrückt, Formenuniversen – einmal erfassbar, ein andermal verschwimmend. Stockholders Arbeiten sind energetisch, kakophonisch und idiosynkratisch, aber eine nähere Betrachtung offenbart den bewussten Einsatz von Farbe und eine überlegte Komposition und damit eine kontrollierte Milderung des vermeintlichen ungeordneten Zustands. Passend zur Weitläufigkeit und Farbigkeit sind die Arbeiten mit lyrisch-poetischen Titeln versehen. Sie entstanden in Kanada, den USA und Europa und sind oft immobile Objekt-Arrangements, was Stockholder zu einer „nomadischen Künstlerin“ macht.

## Stilbeschreibungen
„Was mich an den Installationen von Jessica Stockholder begeistert und überzeugt, ist vor allem ihre Fähigkeit, durch eine ebenso entschiedene wie sichere, expressive wie abstrakte Malerei die Konstellationen aus dem vielfältigsten Gegenständen des Alltags miteinander zu übergeordneter Einheit zu verbinden und zu verdichten, im Installationsraum dreidimensionale Bilder zu schaffen, die den realen Ausstellungsraum in das Werk einbinden. In einer aufgeladenen Dialektik behandelt sie Gegenstand und Farbe, Material und Abstraktion in Analogie zu Körper und Geist. Sie reflektiert die Grenzüberschreitungen von Skulptur und Malerei von Schwitters bis Rauschenberg und bei John Chamberlain, Donald Judd, Frank Stella und anderen, um dann spontan und erst im Werkprozeß zu immer neuen und ganz eigenständigen Lösungen zu gelangen. Jede Installation, die sich erst im Um- und Durchschreiten erschließt, transzendiert sonderbare Geschichten von Alltagsmaterialien.“

„Die geschwungene Umrißform einer Stehlampe, die geometrischen Kanten eines Kühlschranks, die samtige Textur eines Plüschteppichs, die konzentrische Form eines Ventilators, die grelle Farbigkeit einer Kiste voll Orangen – all diese Phänomene werden im kunstvoll kalkulierten Wechselspiel mit anderen Objekten zu Form- und Farbereignissen. Entscheidend für die künstlerische Auswahl aus dem Fundus des Alltags und der Wirklichkeit sind die sinnlichen Eigenschaften der Dinge, erst in zweiter Linie ein erworbenes kulturelles Wissen über ihnen anhängende Bedeutungen. Ihre Wahl erfolgt primär aufgrund von Form-, Farb- und Stoffqualitäten und der besonderen ästhetischen Ökonomie in bestimmten Werkzusammenhängen. Auch wenn Stockholder grundsätzlich keinen Gegenstandsbereich als künstlerisch unbrauchbar ausgrenzt, so erregen doch nicht alle Gegenstände der Objektwelt die gleiche Lust am Schauen und Bearbeiten, nicht alle weisen die gleiche visuelle oder haptische Intensität auf. Unübersehbar ist ein Hang der Künstlerin zu Künstlichkeit und Kitsch; Glitzer und Glamour sind ebenso erlaubt wie natürliche Dinge und Produkte aus der Welt der Technik.“

„Jessica Stockholder’s sprawling constructions have played a crucial role in expanding the dialogue between sculpture and painting and form and space. Within her work, the artist merges seemingly disparate, everyday objects to create holistic, colorful installations. Stockholder employs quotidian goods such as plastic bags and containers, extension cords, lumber, plywood, carpets and furniture, drawing attention to the aesthetic and formal qualities of these often overlooked items while avoiding overt symbolism and narrative storytelling. With deliberate placement and the eye of a master colorist, she maps out a constructed world informed by numerous artistic traditions, including abstract expressionism, color field painting, installation art, and minimalism.“

## Einzelausstellungen (Auswahl)
- 1984: Jessica Stockholder. In-side out, Art Culture Resource Center, Toronto
- 1985: Jessica Stockholder. Wall Sandwich, Melinda Wyatt Gallery, New York
- 1988: Jessica Stockholder. Indoor Lightning for my Father, Mercer Union, Toronto
- 1988: Jessica Stockholder. It’s not over til the fat lady sings, Contemporary Art Gallery, Vancouver
- 1989: Jessica Stockholder. Mixing Food with the Bed, The Mattress Factory, Pittsburgh
- 1990: Jessica Stockholder. Where it Happened, American Fine Arts Gallery, New York
- 1992: Jessica Stockholder. Growing Rock Candy Mountain – Grasses in Canned Sand, Westfälischer Kunstverein Münster / Kunsthalle Zürich
- 1995: Jessica Stockholder. Sweet for Three Oranges, Sala Montcada de la Fundació la Caixa, Barcelona
- 1996: Jessica Stockholder. 200 Drawings, Baxter Gallery, Maine College of Art, Portland
- 1997: Jessica Stockholder. Slab of Skinned Water, Cubed Chicken & White Sauce, Kunstnernes Hus, Oslo
- 1998: Jessica Stockholder. Landscape Linoleum, Openluchtmuseum voor beeldhouwkunst Middelheim, Antwerpen
- 1999: Jessica Stockholder. Studio Works, Galerie Rolf Ricke, Köln
- 2000: Jessica Stockholder. Vortex in the Play of Theater with Real Passion / Pictures at an Exhibition, Kunstmuseum St. Gallen
- 2001: Jessica Stockholder, Galerie nächst St. Stephan, Rosemarie Schwarzwälder, Wien
- 2002: Jessica Stockholder. On the Spending Money Tenderly, K20 Kunstsammlung Nordrhein-Westfalen, Düsseldorf
- 2006: Jessica Stockholder. Of Standing Float Rotts in Thin Air, MoMA PS1, New York
- 2012: Jessica Stockholder. Wide Eyes Smeared Here Dear, Musée d’art Modern, Saint-Étienne, Métropole (2013 in Basel wiederholt)
- 2016: Jessica Stockholder. The Guests All Crowded into the Dining Room, Mitchel-Innes & Nash, New York

## Sammlungen
- Addison Gallery of American Art, Phillips Academy, Andover, MA
- Auckland Art Gallery, Auckland
- Buffalo AKG Art Museum, Buffalo, NY
- Art Institute of Chicago, Chicago, IL
- Birmingham Museum of Art, Birmingham, AL
- The British Museum, London
- BUMP Gallery, London
- Carré d’Art, Musée d’Art Contemporain de Nîmes, Nîmes
- Centraal Museum Utrecht, Utrecht
- Le Consortium, Dijon
- Corcoran Gallery of Art, Washington, DC
- Regionalfonds für zeitgenössische Kunst – Limousin (Fonds Régional d’Art Contemporain – Limousin), Limoges
- Galleria Civica d’Arte Moderna e Contemporanea Torino (GAM), Turin
- Indianapolis Museum of Art, Indianapolis, IN
- Kunstmuseum St. Gallen, St. Gallen
- Lehmbruck-Museum, Duisburg
- Los Angeles County Museum of Art, Los Angeles, CA
- Middelheimmuseum (Openluchtmuseum voor beeldhouwkunst Middelheim), Antwerpen
- Musée d’Art Moderne et Contemporain (MAMC), Saint-Étienne
- Musée des Beaux-Arts, Nimes
- Musée National d’Art Moderne Centre Pompidou, Paris
- Musée Picasso Antibes, Antibes
- Museum Moderner Kunst Stiftung Ludwig Wien, Wien
- Museum of Fine Arts, Boston, MA
- Museum of Modern Art (MoMA), New York, NY
- National Gallery of Australia, Canberra
- Neuberger Museum of Art, State University of New York, Purchase, NY
- Orange County Museum of Art, Newport Beach, CA
- Saatchi & Saatchi Collection, London
- San Francisco Museum of Modern Art, San Francisco, CA
- Städel Museum, Frankfurt am Main
- Stedelijk Museum, Amsterdam
- Ulrich Museum of Art, Wichita State University, Wichita, KS
- Vancouver Art Gallery (VAG), Vancouver
- Weatherspoon Art Gallery, University of North Carolina at Greensboro, Greensboro, NC
- Westmont Ridley-Tree Museum of Art, Santa Barbara, CA
- Westfälischer Kunstverein Münster, Münster (Westfalen)
- Whitney Museum of American Art, New York, NY
- Yale University Art Gallery, New Haven, CT

## Auszeichnungen
- 1984: Ontario Arts Council (Stipendium)
- 1984–1996: Neun Stipendien des Canada Council for the Arts
- 1985: Susan H. Whedon Award, Yale University
- 1985: First Alternate, Prix de Rome, American Academy of Rome (Stipendium)
- 1988: National Endowment for the Arts Grant in Sculpture (Stipendium)
- 1989: New York Foundation for the Arts Grant in Painting (Stipendium)
- 1990: Award in the Visual Arts
- 1996: John Solomon Guggenheim Fellowship Award (Visual Art) (Stipendium)
- 2001: August-Seeling-Preis, Freundeskreis Wilhelm Lehmbruck Museum e.V., Duisburg
- 2007: Lucelia Artist Award, Smithsonian American Art Museum
- 2007: Erster Preis für die beste Installation, New England Chapter der Association Internationale des Critiques d’Art
- 2011: Mitglied der National Academy of Design
- 2014: The National Academy Award for Excellence
- 2014: Awards in Art, American Academy of Arts and Letters
- 2018: Mitglied der American Academy of Arts and Sciences